# Маленька людина
Маленька людина — тип літературного героя, який з'явився в російській літературі з появою реалізму в 20-30 роках XIX століття. Описує людину, яка займає низьке становище в суспільній ієрархії, і ця обставина визначає її психологію й поведінку, хибні прагнення, що веде зазвичай до трагічних наслідків.

## Характеристики
«Маленькій людині» характерна приниженість, поєднана з відчуттям несправедливості свого становища, ураженої гордості. Її заняття непомітне іншим чи не цінується. Часто «маленька людина» виступає в опозиції до людини успішної, високопоставленої. Сюжети творів про «маленьку людину» типово є історіями її образи, різних нещасть, зумовлених суспільним становищем і неадекватною самооцінкою, хибними прагненнями. «Маленька людина» бажає досягнути кращого життя, проте бачить його в володінні якоюсь матеріальною річчю або в прив'язаності до іншої людини. Коли предмет її прагнень втрачається, це стає для «маленької людини» крахом і призводить до трагічних наслідків.

## Історія
Тема «маленької людини» зустрічається ще в античній літературі, зокрема в сатирі Ювенала, котрий висміював моральну деградацію можновладців. За середньовіччя прикладом зображення «маленької людини» може слугувати «Моління» Данила Заточника.
Одним з перших творів у європейській літературі, присвяченим темі «маленької людини», вважається «Векфілдський священик» (1766) Олівера Ґолдсміта, де зображено переслідування бідного чоловіка, спокушання його дочки поміщиком. Першим образом «маленької людини» в сучасному розумінні став Самсон Вирін з повісті Олександра Пушкіна «Станційний доглядач». Традиції Пушкіна продовжив Микола Гоголь у повісті «Шинель». Один з найраніших випадків вживання поняття «маленька людина» наявний у статті Віссаріона Бєлінського «Лихо з розуму» (1840, не плутати з комедією Олександра Грибоєдова).
У 1830-50-х роках тема «маленької людини» розроблялася в російській літературі переважно в руслі повісті про бідного чиновника нижчого рангу. Якщо в Пушкіна та Гоголя предмет прагнень такого персонажа — матеріальна річ, ознака вищого статусу, то в Якова Буткова, Аполлона Майкова та ін. — це нездорове захоплення своєю коханою, дочкою. Пізніші зображення «маленької людини» акцентують увагу на розбіжності її службового життя й домашнього, на мотивах честі, гордості, «амбіції». Кульмінацією теми «маленької людини» вважається повість «Бідні люди» (1846) Федора Достоєвського. Розвивалася також у творчості Олександра Островского, Еміля Золя, Альфонса Доде, у веристів.
Переосмислення образу «маленької людини» відбувається в Ярослава Гашека, Бравий Швейк якого користується образом наївного простакуватого чоловіка для захисту від мілітаризму й бюрократії. Людина, безсила проти знеособлених, неосягненних сил, яка марно бореться проти них, — тема багатьох творів західної та російської літератури XX століття (Франц Кафка, Джеймс Джойс, Альбер Камю, Михайло Зощенко, Андрій Платонов).